# 1111 Reinmuthia
Reinmuthia (asteroide 1111) é um asteroide da cintura principal, a 2,7090381 UA. Possui uma excentricidade de 0,0953389 e um período orbital de 1 892,71 dias (5,18 anos).
Reinmuthia tem uma velocidade orbital média de 17,21187351 km/s e uma inclinação de 3,88446º.
Este asteroide foi descoberto em 11 de Fevereiro de 1927 por Karl Reinmuth.
Reinmuth usou o seu próprio nome para batizar o asteroide. Usar o próprio nome para batizar um objeto astronômico descoberto, é uma prática que não é muito bem vista entre os astrônomos.